# Consejo Legislativo del Estado Monagas
El Consejo Legislativo del Estado Monagas es el órgano que ejerce el poder legislativo regional del Estado Monagas en Venezuela.
El parlamento regional del Estado Monagas es unicameral y está compuesto por once (11) diputados o legisladores regionales que son electos cada 4 años, bajo un sistema mixto de representación, por un lado se eligen un grupo de diputados por lista bajo el método D'Hont a nivel estatal y por otro lado se eligen por voto directo candidatos nominales por circunscripción definida, pudiendo ser reelegidos para nuevos períodos consecutivos, y con la posibilidad de ser revocados a la mitad de su período constitucional.

## Sede
La sede del Consejo Legislativo del Estado Monagas se ubica en la Avenida Miranda de la ciudad de Maturin, capital de la entidad federal.

## Funciones
La Cámara elige de su seno, una Junta Directiva integrada por un Presidente y un Vicepresidente, adicionalmente se elige a un Secretario fuera de su seno. Al igual que en la Asamblea Nacional, el Parlamento regional conforma Comisiones permanentes de trabajo que se encargan de analizar los diferentes asuntos que las comunidades plantean, ejerciendo la vigilancia de la administración del Estado con el auxilio de la Contraloría General del Estado, así como la discusión y aprobación de los presupuestos de la cámara y del poder ejecutivo.
Las funciones de los consejos legislativos regionales de Venezuela se detallan en la Ley Orgánica de los Consejos Legislativos de los Estados publicada en Gaceta Oficial de la República Bolivariana de Venezuela del 13 de septiembre de 2001

## Composición de la VI Legislatura (Actual)
| Alianza / Partido Político         | Alianza / Partido Político            | Diputados |
| ---------------------------------- | ------------------------------------- | --------- |
| Gran Polo Patriótico Simón Bolívar | Gran Polo Patriótico Simón Bolívar    | 8         |
|                                    | Partido Socialista Unido de Venezuela | 7         |
|                                    | CONIVE (Rep. Indígena)                | 1         |
| Mesa de la Unidad Democrática      | Mesa de la Unidad Democrática         | 3         |
|                                    | Unidad                                | 3         |

## Legislaturas Previas

### I Legislatura (2000-2004)[2]
En las elecciones regionales de Venezuela de 2000, se disputaron 7 escaños para legislatura del estado (3 nominales, 3 por lista y 1 un legislador nominal en representación de los pueblos indígenas). Acción Democrática obtuvo 3 de 7 legisladores, el MVR 2 y MIGATO 1.
| Alianza / Partido Político | Alianza / Partido Político | Diputados |
| -------------------------- | -------------------------- | --------- |
|                            | Acción Democrática         | 3         |
|                            | Movimiento V República     | 2         |
|                            | MIGATO                     | 1         |
|                            | JMSM (Rep. Indígena)       | 1         |

### II Legislatura (2004-2008)[4]
En las Elecciones regionales de Venezuela de 2004, se aumentó el número de miembros del consejo a 9 legisladores. La alianza MVR-PODEMOS-MIGATO logró 6 de los 9 cargos en disputa. El partido Acción Democrática redujo su representación a 2 parlamentarios.
| Alianza / Partido Político | Alianza / Partido Político | Diputados |
| -------------------------- | -------------------------- | --------- |
| Revolución Bolivariana     | Revolución Bolivariana     | 6         |
|                            | Movimiento V República     | 2         |
|                            | Podemos                    | 3         |
|                            | MIGATO                     | 1         |
| Unidad Democrática         | Unidad Democrática         | 2         |
|                            | Acción Democrática         | 2         |
| Representación Indígena    | Representación Indígena    | 1         |
|                            | CI MOSU                    | 1         |

### III Legislatura (2008-2012)[6]
En las Elecciones regionales de Venezuela de 2008, el Polo Patriótico (PSUV-UVE) obtuvo 8 legisladores. La Unidad no consiguió ninguno. Luego de la expulsión del gobernador José Gregorio Briceño del PSUV ocurrido en el año 2012, 7 de los 9 legisladores del CLEM (incluyendo al representante de los pueblos indígenas) apoyaron al gobernador, quedando el PSUV con dos legisladores.
| Alianza / Partido Político | Alianza / Partido Político            | Diputados |
| -------------------------- | ------------------------------------- | --------- |
| Polo Patriótico            | Polo Patriótico                       | 8         |
|                            | Partido Socialista Unido de Venezuela | 4         |
| UVE                        | Unidad de Vencedores Electorales      | 4         |
| Representación Indígena    | Representación Indígena               | 1         |
|                            | SOCICOIN                              | 1         |

### IV Legislatura (2013-2017)[9]
En las Elecciones regionales de Venezuela de 2012, el Polo Patriótico recuperó la mayoría del consejo. La Unidad logró obtener 1 escaño.
| Alianza / Partido Político    | Alianza / Partido Político            | Diputados |
| ----------------------------- | ------------------------------------- | --------- |
| Polo Patriótico               | Polo Patriótico                       | 8         |
|                               | Partido Socialista Unido de Venezuela | 6         |
|                               | Partido Comunista de Venezuela        | 1         |
|                               | CONIVE (Rep. Indígena)                | 1         |
| Mesa de la Unidad Democrática | Mesa de la Unidad Democrática         | 1         |
|                               | Acción Democrática                    | 1         |

### V Legislatura (2018-2022)[11]
Para 2018, se eleva el número de legisladores del Consejo a once (11). El Gran Polo Patriótico Simón Bolívar, en las elecciones de consejos legislativos realizada el 20 de mayo de 2018, logra ganar casi todos los curules de la cámara, explicado principalmente por la decisión de los principales partidos políticos, opositores al gobierno de Nicolás Maduro, de no participar en las elecciones.
| Alianza / Partido Político            | Alianza / Partido Político            | Diputados |
| ------------------------------------- | ------------------------------------- | --------- |
| Polo Patriótico                       | Polo Patriótico                       | 10        |
|                                       | Partido Socialista Unido de Venezuela | 10        |
|                                       | CONIVE (Rep. Indígena)                | 1         |
| Oposición Regional (fuera de alianza) | Oposición Regional (fuera de alianza) | 1         |
|                                       | Copei                                 | 1         |